# Tevita Fifita
Tevita Fifita (Kissimmee, 7 mei 1983) is een Amerikaans professioneel worstelaar van Tongaanse afkomst die onder de ringnaam Camacho actief was in de WWE.

## Professioneel worstelcarrière

### World Wrestling Entertainment/WWE (2009-2014)

#### Florida Championship Wrestling (2009-2011)
Op 10 februari 2009 ondertekende Fifita een opleidingscontract met de World Wrestling Entertainment (WWE) en werd bekend onder de ringnaam Tonga, waarbij hij verwezen werd naar hun opleidingscentrum, de Florida Championship Wrestling (FCW). Later veranderde hij zijn ringnaam in Donny Marlow. Op 21 juli 2011 won hij samen met zijn tag team partner C.J. Parker het FCW Florida Tag Team Championship, zijn eerste worsteltitel. Op 3 november 2011 moesten ze de titel afstaan aan het duo Brad Maddox en Briley Pierce.

#### Hoofdrooster (2011-2014)
In de Superstars-aflevering van 15 december 2011 kwam hij naar de ring als de nieuwe bodyguard van Hunico. Een week later maakte hij bekend dat hij zijn ringnaam veranderde in Camacho. Sindsdien bleef hij in het hoofdrooster van WWE. In de SmackDown-aflevering van 17 februari 2012 nam Camacho deel in een battle royal om Randy Orton te vervangen in de Elimination Chamber match, maar hij werd voortijdig al geëlimineerd.
op 12 juni 2014 maakte WWE bekend dat het diverse werknemers ontslagen heeft, hieronder viel ook Fifita

## In het worstelen
- Finishers
  - Als Donny Marlow
    - Running Diving Headbutt
    - Sitout Facebuster
- Managers
  - The Usos
- Worstelaars managed
  - Hunico
- Entree thema
  - "Respeto" van Reychesta Secret Weapon (WWE; 15 december 2011–heden)

## Prestaties
- Florida Championship Wrestling
  - FCW Florida Tag Team Championship (1 keer met C.J. Parker)

## Persoonlijk leven
Fifita is een tweede generatie worstelaar en is de zoon van Tonga Fifita (bekend als Haku).